# Гигантска банджова жаба
Гигантските банджови жаби (Limnodynastes interioris) са вид земноводни от семейство Limnodynastidae.
Срещат се в югоизточната част на Австралия.
Таксонът е описан за пръв път от британския зоолог Чарлз Хилари Фрай през 1913 година.